# Suctobelbila endroedyyoungai
Suctobelbila endroedyyoungai är en kvalsterart som beskrevs av Sandór Mahunka 1985. Suctobelbila endroedyyoungai ingår i släktet Suctobelbila och familjen Suctobelbidae. Inga underarter finns listade i Catalogue of Life.